# Všečínský svaz žen
Všečínský svaz žen (čínsky v českém přepisu Čung-chua čchüan-kuo fu-nü lien-che-chuej, pchin-jinem Zhōnghuá quánguó fùnǚ liánhéhuì) je ženská feministická lidová organizace v Čínské lidové republice začleněná do systému jednotné fronty vedené Komunistickou stranou Číny a jako taková je zastoupena v Čínském lidovém politickém poradním shromáždění. Působí jako oficiální organizátor ženského hnutí v Číně. Slouží jako prostředník mezi vládou a komunistickou stranou na straně jedné a ženami na straně druhé a jako důležitá opora státní moci. Je zodpovědná za prosazování politiky týkající se žen a ochranu jejich práv, jejím cílem je emancipace a rozvoj žen a jejich zapojení do sociální revoluce s cílem podpořit jejich celkové postavení a rovnoprávnost s muži v čínské společnosti.

## Organizace a historie
Čínští komunisté věnovali pozornost ženské otázce od počátků komunistického hnutí, roku 1938 proběhl sjezd svazu žen pohraniční oblasti Šen-si-Kan-su-Ning-sia a roku 1945 na jednání v Jen-anu zřídili přípravný výbor Svazu žen osvobozených oblastí (předsedkyní výboru se stala Cchaj Čchang) a s ovládnutím většiny Číny roku 1949 konsolidovali i ženské hnutí, když v březnu/dubnu 1949 na I. sjezdu založili Všečínský demokratický svaz žen (čínsky v českém přepisu Čung-chua čchüan-kuo min-ču fu-nü lien-che-chuej, pchin-jinem Zhōnghuá quánguó mínzhǔ fùnǚ liánhéhuì). Roku 1957 byl svaz žen přejmenován na Svaz žen Čínské lidové republiky (čínsky v českém přepisu Čung-chua žen-min kung-che-kuo fu-nü lien-che-chuej, pchin-jinem Zhōnghuá rénmín gònghéguó fùnǚ liánhéhuì), od roku 1978 se nazývá Všečínský svaz žen.
Při prosazování emancipace a rozvoje žen v rámci politiky komunistické strany se – v závislosti na posunech politiky komunistické strany a vlády – během doby měnily priority v činnosti svazu žen. V 50. letech se svaz soustředil na vzdělávání žen (při založení Čínské lidové republiky bylo 95 % žen negramotných, do poloviny 90. let 20. století se podařilo negramotnost žen zredukovat na 23 %, s cílem jejího dalších snížení) a zavádění nového manželského zákona, který měl vymanit ženy z patriarchálních rodinných vztahů. Od poloviny 50. do 60. let se důraz v aktivitách svazu posunul na podporu účasti žen na kolektivní zemědělské a průmyslové výrobě, v širším rámci socialistické přestavby ekonomiky. Po pozastavení činnosti během kulturní revoluce se od konce 70. let obnovený svaz soustředil na poskytování odborného vzdělávání, zdravotnické pomoci a poradenských služeb, organizování průzkumů a výzkumů v oblasti genderu a ženských studií, jakož i navrhování legislativních a politických změn týkajících se diskriminace a násilí na ženách.
Základní organizace svazu žen v jednotlivých vsích a městských obvodech se sdružují do vyšších celků na úrovni obcí, okresů, prefektur a provincií. Nejvyšším vedoucím orgánem Všečínského svazu žen je sjezd, svolávaný jednou za pět let a mezi sjezdy výkonný výbor. Běžné řízení je v rukách stálého výboru výkonného výboru, v jehož čele stojí předsedkyně svazu žen a několik místopředsedkyň. Na posledním, XIII., sjezdu v říjnu 2023 byla předsedkyní zvolena Šen I-čchin, dále delegáti sjezdu zvolili 297 členek výkonného výboru, 14 místopředsedkyň a 40 členek stálého výboru výkonného výboru. Předešlé sjezdy svazu žen proběhly v letech 1949, 1953, 1957, 1978, 1983, 1988, 1993, 1998, 2003, 2008, 2013 a 2018.

## Předsedkyně
Předsedkyně Všečínského svazu žen:
1. Cchaj Čchang, duben 1949 – září 1978;[5]
2. Kchang Kche-čching, září 1978 – září 1988,[5]
3. Čchen Mu-chua, září 1988 – září 1998,[5]
4. Pcheng Pchej-jün, září 1998 – srpen 2003,[5]
5. Ku Siou-lien, srpen 2003 – říjen 2008,[5]
6. Čchen Č’-li, říjen 2008 – říjen 2013,[5]
7. Šen Jüe-jüe, říjen 2013 – říjen 2023;[5]
8. Šen I-čchin, od října 2023.[4]

Předsedkyně svazu žen je členkou ústředního výboru Komunistické strany Číny a zpravidla i místopředsedkyní stálého výboru Všečínského shromáždění lidových zástupců (parlamentu), případně místopředsedkyní celostátního výboru Čínského lidového politického poradního shromáždění. Cchaj Čchang a Kchang Kche-čching byly aktivistky účastnící se boje za práva žen od 20. resp. 40. let. Čchen Mu-chua a Pcheng Pchej-jün přešly do vedení svazu žen z vysokých pozic ve vládě (místopředsedkyně vlády, resp. státní poradkyně), současně s přechodem do vedení čínského parlamentu. Ku Siou-lien, Čchen Č’-li a Šen Jüe-jüe byly na místo předsedkyně svazu žen a místopředsedkyně parlamentu povýšeny z funkcí ministryň (Šen Jüe-jüe přešla ze stranického aparátu z pozice odpovídající ministerské); Šen I-čchin spojuje vedení svazu žen s úřadem státní poradkyně, koordinující ve vládě resorty odpovědné za lidské zdroje, občanské záležitosti, záležitosti veteránů, sport, kulturu a cestovní ruch, národnosti, ženy a děti.